# إقليم مادر دي ديوس
إقليم مادر دي ديوس (بالإنجليزية: Madre de Dios Region)‏  هو أحد أقاليم بيرو، يتبع بيرو، عاصمته بويرتو مالدونادو.

## الموقع
يشترك في الحدود مع:
- إقليم أوكايالي
- أكري
- إدارة باندو
- إقليم قوسقو
- إقليم بونو
- إدارة لا باز.

## التقسيمات الإدارية
- Manu province [الإنجليزية]‏
- Tahuamanu province [الإنجليزية]‏
- Tambopata province [الإنجليزية]‏.